# Artabe
Artabe ist die griechische Form eines medischen und altpersischen Raummaßes, das in der Antike für Getreide und Flüssigkeiten benutzt wurde. Es ist heute bei der Untersuchung des antiken Warenverkehrs zwischen Ägypten und Rom von Interesse.
Die ägyptische Artabe entsprach in römischer Zeit wohl 4 ½ römischen Modii. Das sind 1 ½ römischen Kubikfuß, also recht genau 39 Liter. Dies soll ca. 30 kg ägyptischen Weizens entsprechen.
Eine Maßkette war
- 1 Artabe = 4 In/Groß-In = 8 Kuphe/Heiliges In = 32 Gapagi (Flüssigkeiten) = 32 Oiphi (trockene Ware) = 64 Kyphi = 1024 Mna = 4096 Thibi[1]

Die Artabe ist mit dem Irdabb verwandt, das bis in die moderne Zeit in Ägypten als Hohlmaß verwendet wurde.